# Raimundo Berengário IV da Provença
Raimundo Berengário IV, também dito, Raimundo Berengário V, (Provença, 1198 — 19 de agosto de 1245) foi conde da Provença entre 1209 e 1245, ano da sua morte.
Viveu parte da sua juventude em Monzón junto com o seu primo, o futuro rei Jaime I de Aragão, debaixo da tutela do Templário Guilherme de Montredon, que era Mestre de Aragão. Foi nomeado como conde de Provença aos 9 anos de idade, no entanto só tomou o poder em 1219, quando sua mãe lhe cedeu o Condado de Forcalquier e o Condado da Provença.
A chegada do rei Luís VIII de França, casado com Branca de Castela, com os seu exército em 1226 permitiu a Raimundo abolir os consulados e as liberdades urbanas de Avinhão e de Tarascon, assim como as de Grasse em 1227 e as de Nice em 1229. Em 1243 conquistou a cidade de Marselha que se encontrava na posse de Raimundo VII de Toulouse.

## Relações familiares
Foi filho de Afonso II da Provença e de Garsenda de Sabran, senhora de Forcalquier.
Casou em 5 de Junho de 1219 com Beatriz de Saboia (1198 - Dezembro de 1266), filha de Tomás I de Saboia e de Beatriz Margarida de Génova, de quem teve:
1. Raimundo da Provença, faleceu jovem.
2. Margarida da Provença (1221 – 1295), casada em 1234 com o rei Luís IX de França.
3. Leonor da Provença (1223 – 1291), casada em 1236 com Henrique III de Inglaterra.
4. Sancha da Provença (1225 – 1261), casada em 1243 com Ricardo da Cornualha, filho de João I de Inglaterra e irmão de Henrique III de Inglaterra.
5. Beatriz da Provença (1229[1] – 1267) e que casou em 1246 com Carlos I de Anjou. Com este casamento a Provença deixa de pertencer à Coroa de Aragão e à Casa de Aragão-Barcelona, Coroa a que tinha pertencido desde que o rei Afonso II de Aragão a recebera como herança em 1166, para passar para a Coroa de França, a Dinastia de Anjou.